# Daleká cesta
Daleká cesta je český film režiséra Alfréda Radoka uvedený v roce 1949 a posléze zařazen na seznam trezorových snímků. Film ukazuje osud židovské rodiny za druhé světové války – od dusné atmosféry čekání na odsun do koncentračního tábora, přes stísněný život v terezínském ghettu, až po transport smrti.
- Námět: Erik Kolár
- Scénář: Erik Kolár, Alfréd Radok
- Hudba: Jiří Sternwald
- Kamera: Josef Střecha
- Režie: Alfréd Radok
- Hrají: Otomar Krejča, Blanka Waleská, Zdeňka Baldová, Viktor Očásek, Eduard Kohout, Jaroslav Seník
- Další údaje: černobílý, 108 min, drama
- Výroba: Československý státní film Praha, 1949